# Австралийский институт математических наук
Австралийский институт математических наук (англ. Australian Mathematical Sciences Institute, AMSI) — научная организация, расположенная на территории Университета Мельбурна в Австралии. Был создан для поддержки и продвижения математических наук. Институт основан в 2002 году, его членами являются большинство австралийских университетов, в том числе и CSIRO.

## Деятельность
AMSI действует в трёх основных областях: научные исследования, промышленное применение математики и образование. Участвует в проведении рабочих встреч, конференций и летних школ, а также содействует реализации совместных проектов с промышленными организациями.